# 晋中学院
晋中学院是位于中华人民共和国山西省晋中市榆次区的一所公立大学，主管部门为山西省教育厅。其前身为晋中师范专科学校，成立于1958年大跃进中，1962年被裁撤。1978年，晋中师范专科学校复校，1998年与晋中地区教育学院合并组建晋中师范高等专科学校，2000年10月与晋中地区职工大学合并，2004年升格为本科并更名为晋中学院。晋中学院设22个学院，专业51个。学院全日制本科生人数超过19,500名，生源以山西本省为主，教职工千余人，其中八百余人为专任教师。晋中学院已在2013年迁入山西高校教育园区。

## 历史

### 大跃进中的晋中师专（1958－1962）
晋中学院的前身是1958年成立的晋中师范专科学校。1958年正值大跃进，年内山西省的高校从4所增为28所，晋中师范专科学校为新建的学校之一。:2-3由于大跃进时高校数量增长过快，学校的基础设施严重不足，晋中师专连简单仪器、普通实验柜都没有。1958年建校时，学校借用太谷师范学校的校舍、设施，教师自晋中各县抽调而来，教职工一共只有三十多人，各县选送来的小学教师成为了学校的第一批学生。1959年，学校开始通过普通高考招收新生。这年4月，学校迁至榆次，使用榆次一中的校舍，榆次一中改名晋中师专附中。1960年6月，学校迁入新校舍，即榆次一中背后、今榆次区迎宾路武警8650部队驻地。这时，学校共有五个专业，学制都是2年，师资来自山西省外高校毕业分配而来的本科生和研究生。1961年时，学校的在校生增长至360人，教职工增长到160人。学校设5个实验室，图书馆藏书10万册。除普通班之外，学校另设有中学教师进修函授班。大跃进结束后，晋中师专在1962年停办，改建为晋中地区教育干部学校。

### 复校到三校合并（1978－2004）
1978年5月，经国务院批准，晋中师范学校改建为晋中师范专科学校。学校借用晋中地区教育干部学校长凝镇校址作为主校区，另有部分专业在榆次一中校址办学。当时学校只有中文、数学、物理、化学四个专业，学制三年，教职工约三十人。1979年，晋中师专开始建设位于榆次北山路（今名道北街）的新校区。1980年11月，晋中师专师生大部分迁入新址。据统计，1995年时，学校在校生人数已稳定在1,200人，有教师130人，设中文、政史、英语、数学、物理、生化、艺术、体育共8个系9个专业。
1998年10月，晋中师范专科学校与晋中地区教育学院合并，组建晋中师范高等专科学校。当时山西省政府决定将晋中地区广播电视大学分校一起并入，撤销建制但保留分校牌子。晋中地区教育学院的前身是1962年成立的晋中地区教师进修学校，成立时旨在培训初中教师。1984年，晋中地区教师进修学校改建为晋中地区教育学院。晋中地区广播电视大学分校原名晋中地区广播电视大学工作站，1984年改名为分校。2000年10月，晋中地区职工大学并入晋中师范高等专科学校。晋中地区职工大学前身是晋中地区轻工局职工大学，1984年改办为晋中地区职工大学。:236-237
合并后，晋中师范高等专科学校又新设了一批专业。2002年时，学校全日制本专科学生人数超过5,100人，其中本科生约630人，全校教职工计780人，其中392人为专任教师。学校另有约2,500名成人教育专科生，1786名函授部在校生，358名夜大在校生，370名脱产班在校生。:236-237

### 升格为本科（2004－）
2004年，中华人民共和国教育部批准晋中师范高等专科学校升格为本科院校，并更名为晋中学院。2011年4月15日，山西省高校新校区举行奠基仪式，晋中学院是计划入驻新校区的首批十所高校之一。2013年4月9日，晋中学院首批3,000名师生入驻新校址。全校1.5万师生共分四批迁入新校址，2013年10月16日新校区举行全面启用仪式。

## 学术
晋中学院有超过15,000名全日制本科生、超过13,000名成人教育学员。据2013年统计，学院超过90%的生源来自山西本省。据2015年的统计，学校有教师834人，其中专任教师746人。专任教师中，教授29人，副教授126人，50人拥有博士学位，459人最终学历为硕士。晋中学院下设16个学院：文学院、马克思主义学院、外国语学院、教育科学与技术学院、数学学院、信息技术与工程学院、化学化工学院、生物科学与技术学院、体育学院、美术学院、音乐学院、经济管理学院、机械学院、旅游与公共管理学院、远程教育学院、继续教育学院。晋中学院涵盖文、理、工、法、经、管、教、史、艺共九个学科门类，设53个专业。音乐学专业为国家级特色专业，生物技术、旅游管理、小学教育、环境艺术为山西省特色专业。根据2013年的统计，截止2013年8月31日，晋中学院年教育经费总额为23,882万元人民币，其中地方教育事业费拨款12,836万元，本科生学费收入5,376万元。
晋中学院下设的研究机构有晋中文化生态研究中心、晋商文化研究所、教育科学研究所、语言与文字应用研究所、中国毽球协会科研培训中心等。晋中学院注重晋中本土文化研究，音乐学院开设有原生态民歌、左权民歌、祁太秧歌等特色课程。晋中学院对晋商大院雕刻、形意拳亦有所研究。

## 校园
晋中学院现位于山西省高校新校区，校园占地面积82.47万平方米，建筑面积51.66万平方米，校区建设总投资20亿人民币。校园依功能分区组团，分为教学办公区、绿化景观区、生活服务区和体育运动区四大部分。

## 校徽、校训、校庆日
晋中学院校徽为圆形。校徽中心的图案为“风帆和飞浪”，二者组成汉字“中”字，亦可看成是晋中二字的拼音字头“JZ”。飞浪尾部借鉴了中国书法的刷笔。学校的校训为明德、博学、经世、创新，校庆日为9月29日。